# Movimiento Haugueano

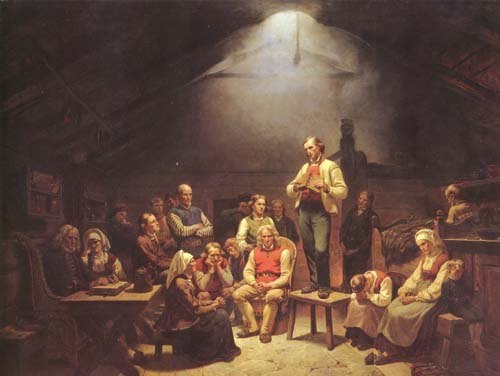
Haugianere de Adolph Tidemand (1852)

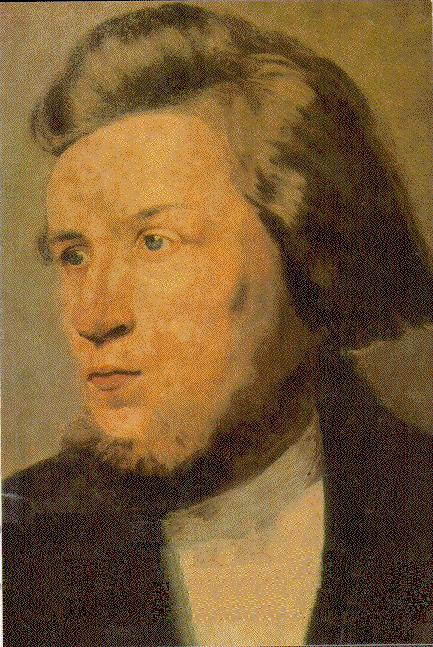
Hans Nielsen Hauge (aprox. 1800)

El movimiento Haugueano o Haugueanismo (en noruego: haugianere) fue un movimiento pietista de reforma de la iglesia estatal creado con el objeto a traer nueva vida y vitalidad a la Iglesia de Noruega, que a menudo se había caracterizado por el formalismo y el letargo. El movimiento enfatizaba la diligencia personal, la iniciativa y la frugalidad.

## Contexto
El movimiento Haugueano tomó su nombre del predicador laico Hans Nielsen Hauge (1771-1824). Desempeñó un papel importante a la hora de nutrir el movimiento popular democrático de la época y a estimular la entrada de representantes de la población rural en la política. También aumentó las tensiones entre las clases más privilegiadas y la gente del común, así como entre el clero y el laicado.
Hans Nielsen Hauge trabajaba como predicador laico en un momento en que tal actividad era prohibida por ley. La Ley del Conventículo de 1741 (Konventikkelplakaten) prohibía cualquier reunión religiosa que no estuviera autorizada por la iglesia estatal, como respuesta al pietismo radical dentro de las ciudades noruegas. La ley decretaba que las reuniones religiosas solo podían llevarse a cabo con la supervisión de un ministro aprobado por el estado de la Iglesia de Noruega. Se creía que el pastor era la única persona que podía interpretar correctamente las enseñanzas cristianas. Los ministros tenían el derecho exclusivo de administrar los sacramentos y, como funcionario público, era responsable ante el estado del adoctrinamiento cristiano de su feligresía.
Hauge llegó a sentir que tenía un llamado divino que le obligaba a violar esta ley y proclamar la palabra de Dios directamente entre sus semejantes. Abogaba por un sacerdocio de todos los creyentes. Creía que las personas debían despertar a la conciencia de sus pecados antes de que pudieran empezar a obtener la salvación a través de la gracia de Dios. Según las perspectivas de Hauge, la iglesia estatal no le brindaba a los feligreses una experiencia religiosa personal. Así pues, las enseñanzas religiosas de Hauge eran vistas como ataques a la iglesia estatal y a sus ministros.
Durante un período de 18 años, Hauge publicó 33 libros. Hauge viajó, principalmente a pie, por gran parte de Noruega. Fue arrestado varias veces y sufrió persecución estatal. Fue encarcelado no menos de catorce veces entre 1794 y 1811, pasando un total de nueve años en prisión. Tras salir de la prisión en 1811, comenzó a trabajar como agricultor e industrialista en Bakkehaugen, cerca de Christiania (actual Oslo). Más tarde compró la granja Bredtvet (actualmente sede de la Iglesia Bredtvet en Oslo) donde pasó el resto de su vida.

## Impacto
Las enseñanzas de Hauge tuvieron una influencia considerable en Noruega. Dentro del comercio, muchos haugueanos crearon iniciativas industriales, entre ellas molinos, astilleros, fábricas de papel, industria textil e imprenta. Respecto a actividades políticas, tres haugueanos - John Hansen Sørbrøden, Christopher Borgersen Hoen y Ole Rasmussen Apeness - fueron miembros de la Asamblea Nacional en Eidsvoll en 1814.
Dentro de la cultura popular, el personaje de Solveig en Peer Gynt (1876) de Henrik Ibsen es presentada como miembro de una familia haugueana, y tal afiliación religiosa está claramente relacionada con su pureza y amor inquebrantable por el protagonista de la obra. La obra Synnøve Solbakken (1857) de Bjørnstjerne Bjørnson  también presenta a la heroína como una haugueana con similar pureza y compromiso con su eventual prometido, Thorbjørn. En las novelas de Alexander Kielland se describe una vívida imagen de los habitantes de los haugueanos. Adolph Tidemand retrató a Hauge y a sus seguidores en la pintura Haugianerne (1852).
La influencia de Hans Nielsen Hauge dentro de Noruega coincidió con la época en que muchos noruegos emigraron a América del Norte. La influencia haugueana en el luteranismo en los Estados Unidos ha sido considerable. Por ejemplo, el primer ministro luterano noruego en los Estados Unidos era haugueano. Los luteranos en los EE. UU. tuvieron un sínodo de Hauge, el sínodo de Eielsen y una Iglesia Luterana Libre, todos señales de tal influencia. Hauge es honrado y sus escritos son estudiados por laestadianos estadounidenses, también llamados luteranos apostólicos. (La mayoría de denominaciones laestadianas no se fusionaron.) Hauge es recordado en el calendario litúrgico de la iglesia evangélica luterana en América el 29 de marzo como uno de los renovadores de la iglesia.

## Otras fuentes
- Amundsen, Arne Bugge (1997) The Haugean Heritage – a Symbol of National History (from "In Search of Symbols. An Explorative Study" Jens Braarvig & Thomas Krogh,editors, pp. 214–233. Department of Cultural Studies, University of Oslo)
- Eielsen, Sigrid  (2000) A Haugean Woman in America : the Autobiography of Sigrid Eielsen (Norwegian-American Historical Association. Northfield, Minn., vol. 35)
- Gjerde,  S. S. & Ljostveit, P. (1941) The Hauge Movement In America  (The Hauge Inner Mission Federation)
- Wee, Mons Olson (1919) Haugeanism: A Brief Sketch of the Movement and Some of Its Chief Exponents (Harvard University)

## Lecturas relacionadas
- Aarflot, Andreas (1979) Hans Nielsen Hauge, his life and message (Augsburg Publishing House, Minneapolis, MN.) ISBN 978-0-8066-1627-8
- Arnesen, Daniel (2001) Haugianske vennebrev (P. Øverland) ISBN 978-82-90936-33-9 (Norwegian)
- Bull, Jacob Breda (1912) Hans Nielsen Hauge (Kristania: Steen'ske Bogtrykkeri Og Forlag) ISBN 978-1-161-19331-2
- Pettersen, Wilhelm (2008) The Light In The Prison Window: The Life Story of Hans Nielsen Hauge (Kessinger Publishing, LLC) ISBN 978-1-4366-7790-5
- Hauge, Alfred (1947) Hans Nielsen Hauge: Guds vandringsmann  (Ansgar) ISBN 978-82-503-0463-5 (en noruego)
- Shaw, Joseph M. (1979) Pulpit Under the Sky: A Life of Hans Nielsen Hauge (Greenwood Press Reprint) ISBN 978-0-313-21123-2
- Sjursen, Finn Wiig (1993) Den haugianske periode, 1796–ca. 1850 (NLA-forlaget) ISBN 978-82-7468-020-3 (Norwegian)
- Thorvaldsen, Steinar  (2010) A Prophet Behind the Plough, Hans Nielsen Hauge and his Ministry (Universidad de Tromsø) ISBN 978-82-7389-210-2